# Rind
Rind (eller Rinda i Saxos Gesta Danorum) är i nordisk mytologi moder till Vale, Odens son, som hämnas Balders död. Enligt Snorre Sturlason tillhör hon asynjorna. Saxo är betydligt mer utförlig när han berättar om hur Oden försöker förföra Rinda, en prinsessa hos rutenerna. Oden har nämligen blivit spådd, att endast en son till honom och Rind skall kunna hämnas Balders död. Oden väljer olika gestalter för att erövra henne, men hon stöter bort honom med örfilar. När han tar skepnad av en kvinna vid namn Vecha lyckas han närma sig henne och våldta henne. Hon föder honom då sonen Vale, som sedan uppfyller sitt öde och dödar Höder, Balders baneman.